# Plynový vařič

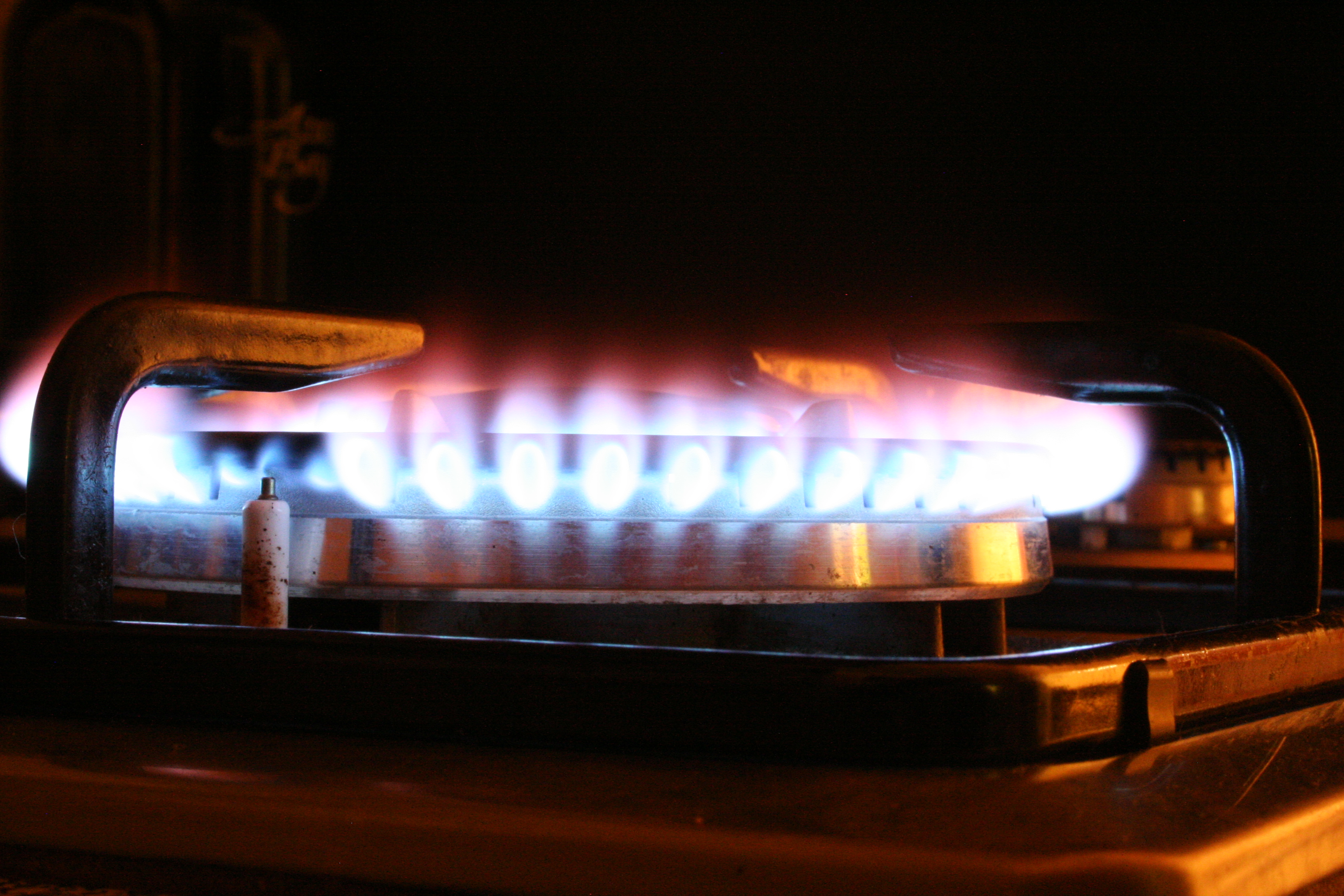
Modrý plamen plynového vařiče

Plynový vařič se využívá na přípravu a vaření pokrmů. Jako zdroj energie používá zemní plyn, propan, butan, či jejich směs zvanou LPG nebo jiný hořlavý plyn.
Před příchodem plynu byly užívány sporáky a kamna na tuhá paliva, jako je uhlí nebo dřevo. V roce 1802 vyvinul Zachäus Andreas Winzler vařič, známý jako „Thermolampe“. První funkční plynové sporáky byly vyvinuty ve dvacátých letech 19. století, první továrna na jejich výrobu vznikla v Anglii v roce 1836. Výhoda této technologie vaření spočívala v možnosti regulovat výkon a hlavně vařič mohl být v době nepoužívání vypnut. Obchodní úspěch plynové vařiče zaznamenaly až v 80. letech 19. století, kdy začal být plyn ve Velké Británii dodáván do domácností velkých měst prostřednictvím potrubí.
Ve velké míře byl ve sporácích užíván i svítiplyn (ten je však jedovatý a proto se od něj upustilo), v současné době se používá převážně stlačený zemní plyn, v jisté míře však i plynové bomby (nádoby) se zkapalněným propan-butanem. Existují i přenosné vařiče, hojně používané při kempování.
Při nesprávné manipulaci může dojít k explozi. Plynové vařiče či sporáky tak bývají vybaveny termoelektrickou pojistkou.
Plynový sporák je kombinací plynového vařiče s troubou. Jeho provoz je levnější než provoz kombinovaného (plyn/elektřina) či pouze elektrického sporáku, ale kvalita pečení v plynové troubě je nižší (např. nedrží stálou teplotu).
Emise částic spojené s vařením na plynovém vařiči jsou sice větší než na elektrickém vařiči, ale i na elektrickém vařiči jsou mnohonásobně větší než pozadí, když se nevaří. Emise částic jsou úměrné teplotě vaření. To, že emise oxidu dusičitého jsou u plynového vařiče větší než u elektrického, je známo několik desetiletí. Totéž platí o jeho vlivu na zdraví. Teprve kolem roku 2020 je pod záminkou těchto emisí v USA prosazován zákaz plynových vařičů, bez kterého nebude možné dosáhnout klimaticky neutrálních domácností. Podle studie z roku 2022 jsou sice v USA emise skleníkových plynů z plynových vařičů ekvivalentní emisím z půl milionu aut, ale vzhledem k počtu registrovaných aut v USA, který se blíží k 300 milionům, nedosahují emise z plynových vařičů ani procenta emisí z aut, takže jde o okrajový problém pro životní prostředí.